# Frigate Ecojet
Frigate Ecojet là một chương trình máy bay dân dụng tầm trung thân rộng mới được Nga phát triển. Dự án được bắt đầu vào năm 1991 với tên gọi Tu-304 dưới sự lãnh đạo của Valentin Klimov.

## Hình ảnh

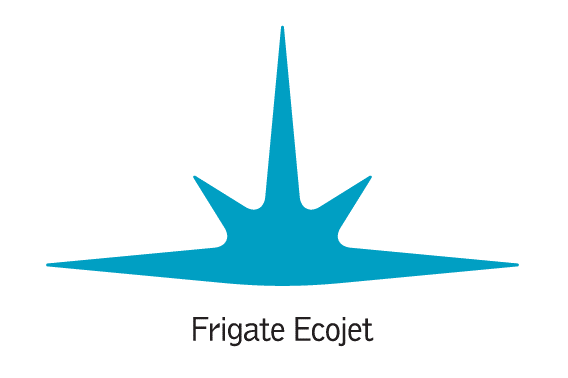
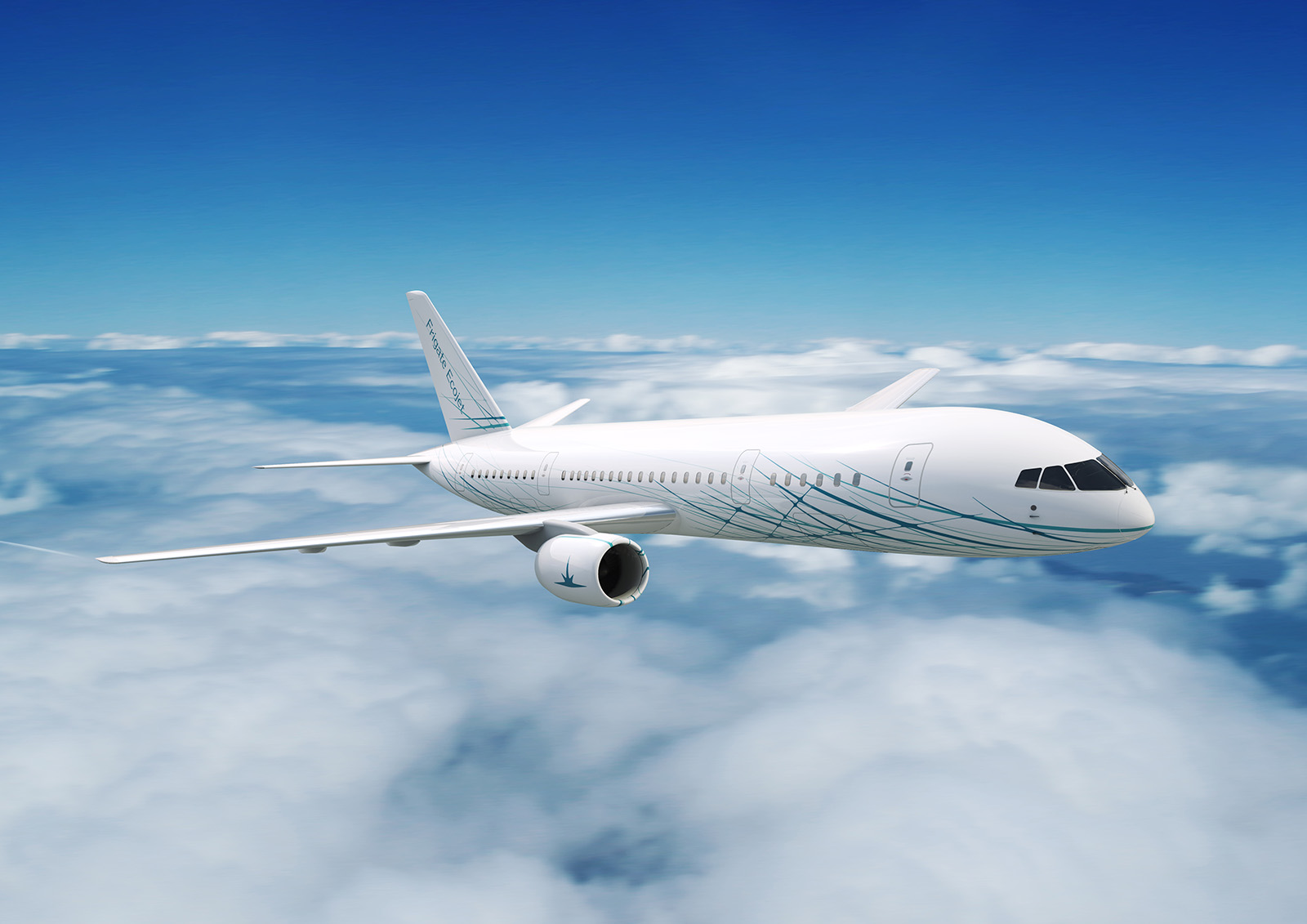
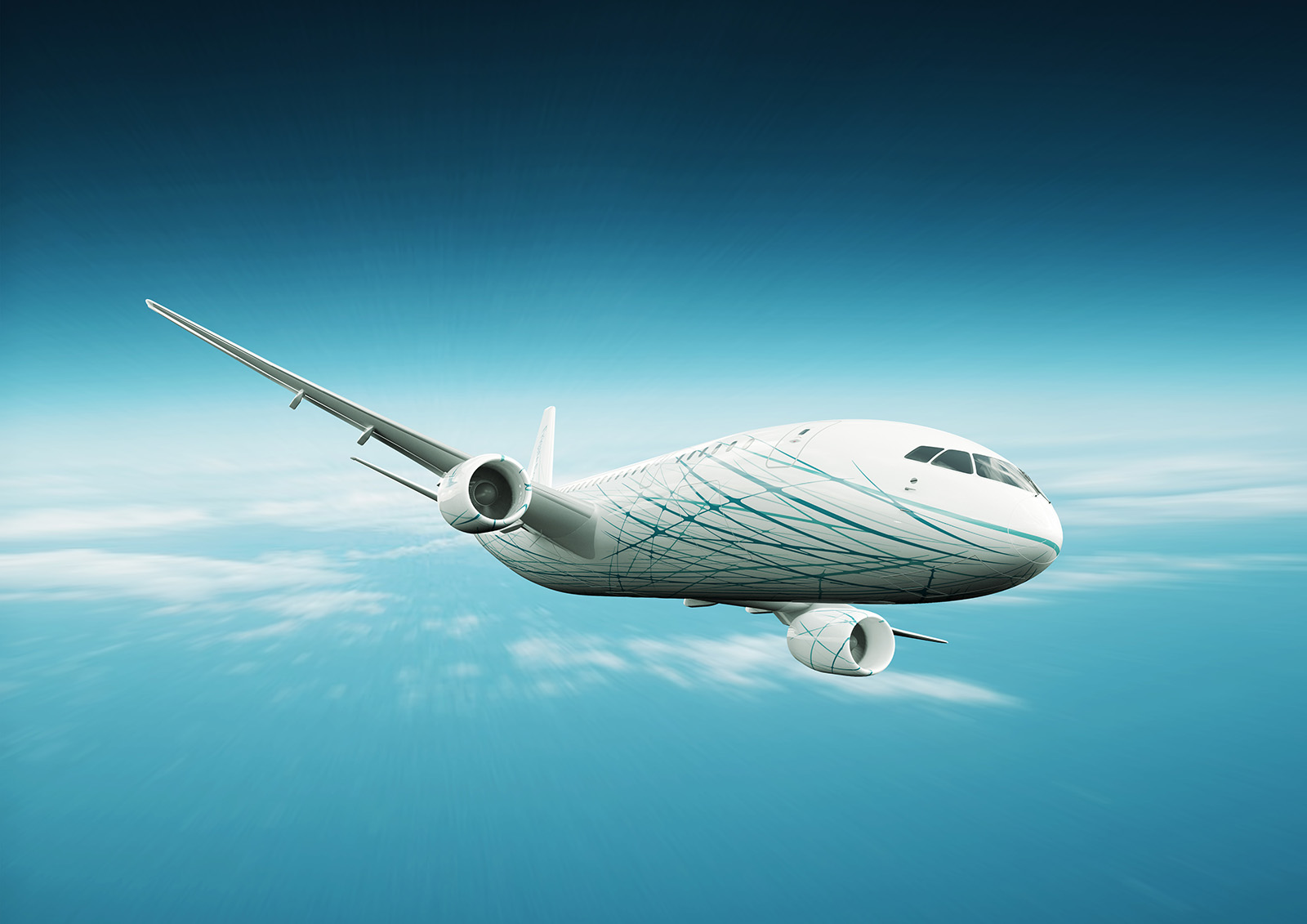
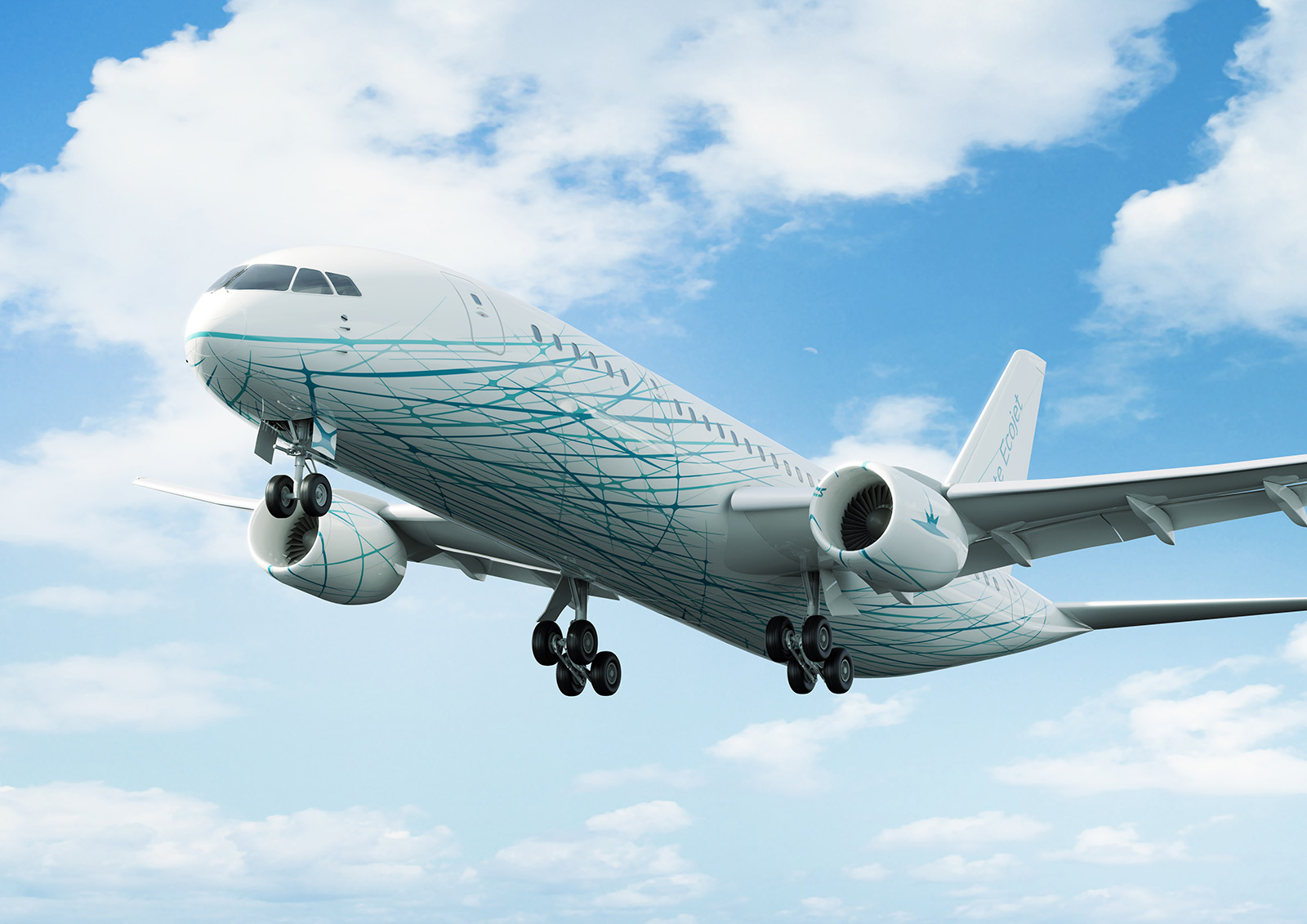
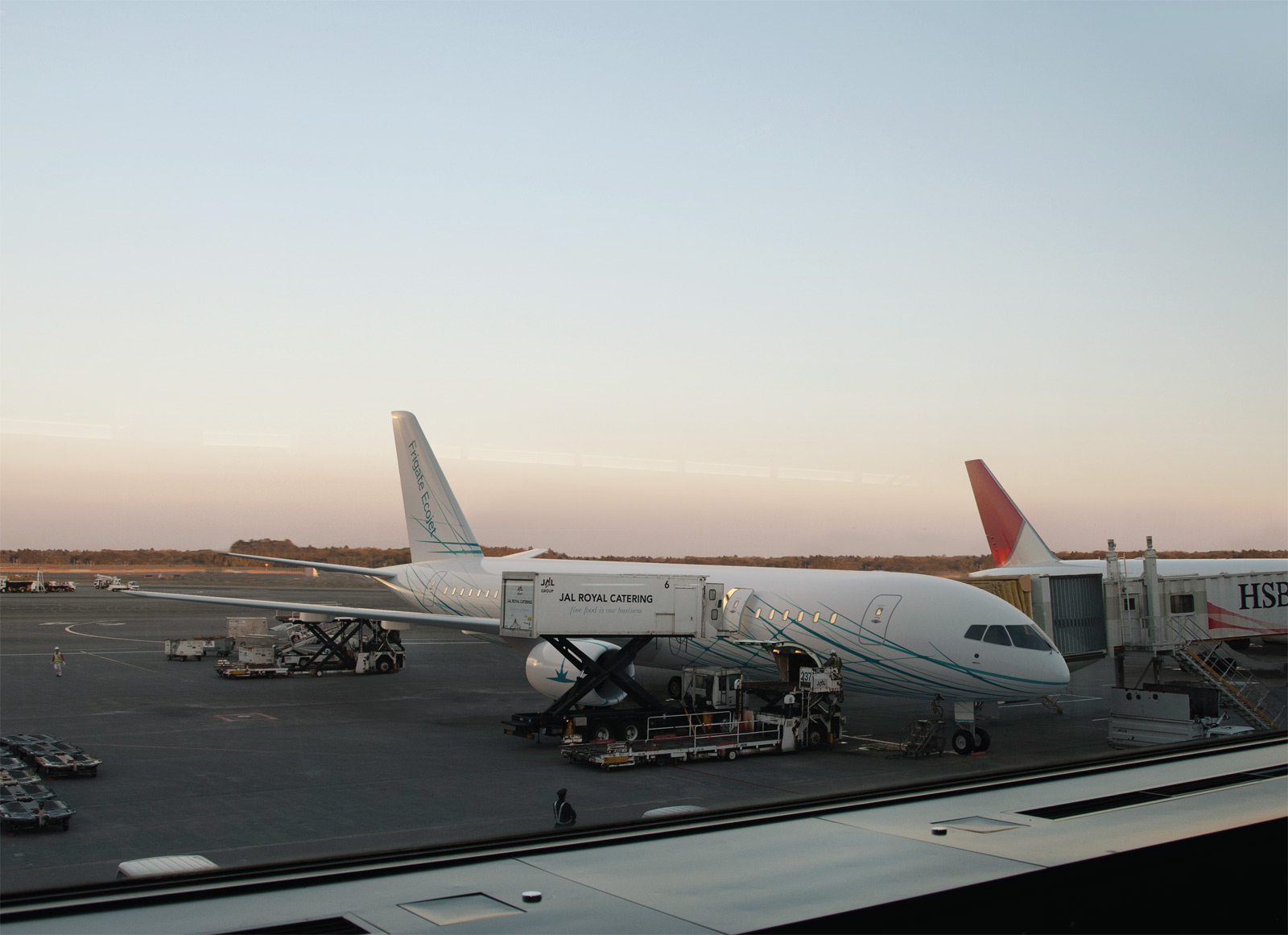
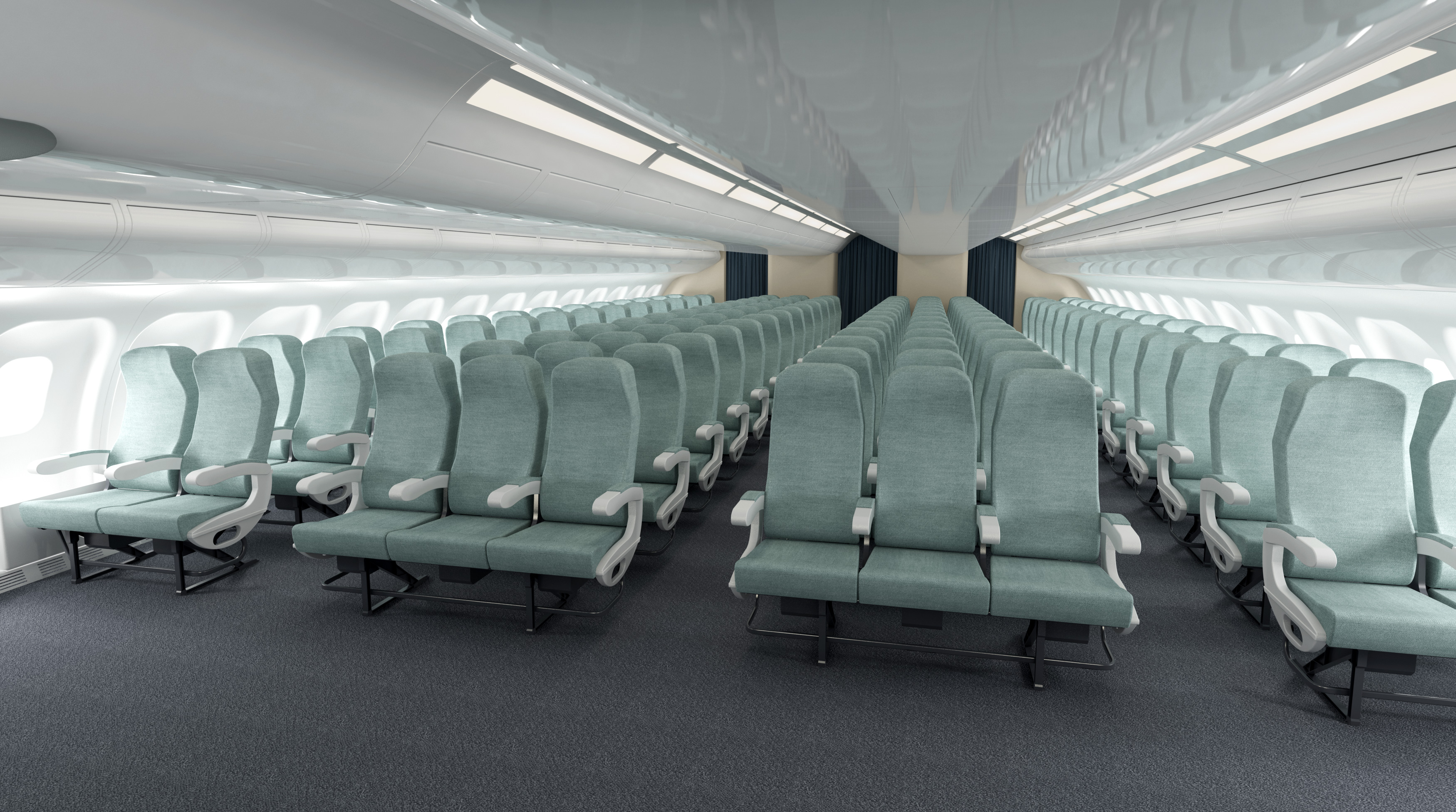

## Tính năng kỹ thuật
| Sức chở                    | 260   | 280   | 302   | 352   |
| Tải trọng (kg)             | 24700 | 26600 | 28690 | 33440 |
| Tầm bay (km)               | 4541  | 4042  | 3500  | 2343  |
| Mach                       | 0.8   | 0.8   | 0.8   | 0.8   |
| Trọng lượng cất cánh (tấn) | 123   | 123   | 123   | 123   |
| Đường băng cất cánh (km)   | 2.375 | 2.375 | 2.375 | 2.375 |
| Đường băng hạ cánh (km)    | 2.336 | 2.336 | 2.336 | 2.336 |